# Мошхајм
Мошхајм (њем. Moschheim) општина је у њемачкој савезној држави Рајна-Палатинат. Једно је од 192 општинска средишта округа Вестервалд. Према процјени из 2010. у општини је живјело 760 становника. Посједује регионалну шифру (AGS) 7143049.

## Географски и демографски подаци
Мошхајм се налази у савезној држави Рајна-Палатинат у округу Вестервалд. Општина се налази на надморској висини од 272 метра. Површина општине износи 3,4 km². У самом мјесту је, према процјени из 2010. године, живјело 760 становника. Просјечна густина становништва износи 221 становника/km².